# Уиц, Бела

Плакат Б. Уица «Красноармейцы, вперед!» («Vörös katonák, elöre!»). 1919

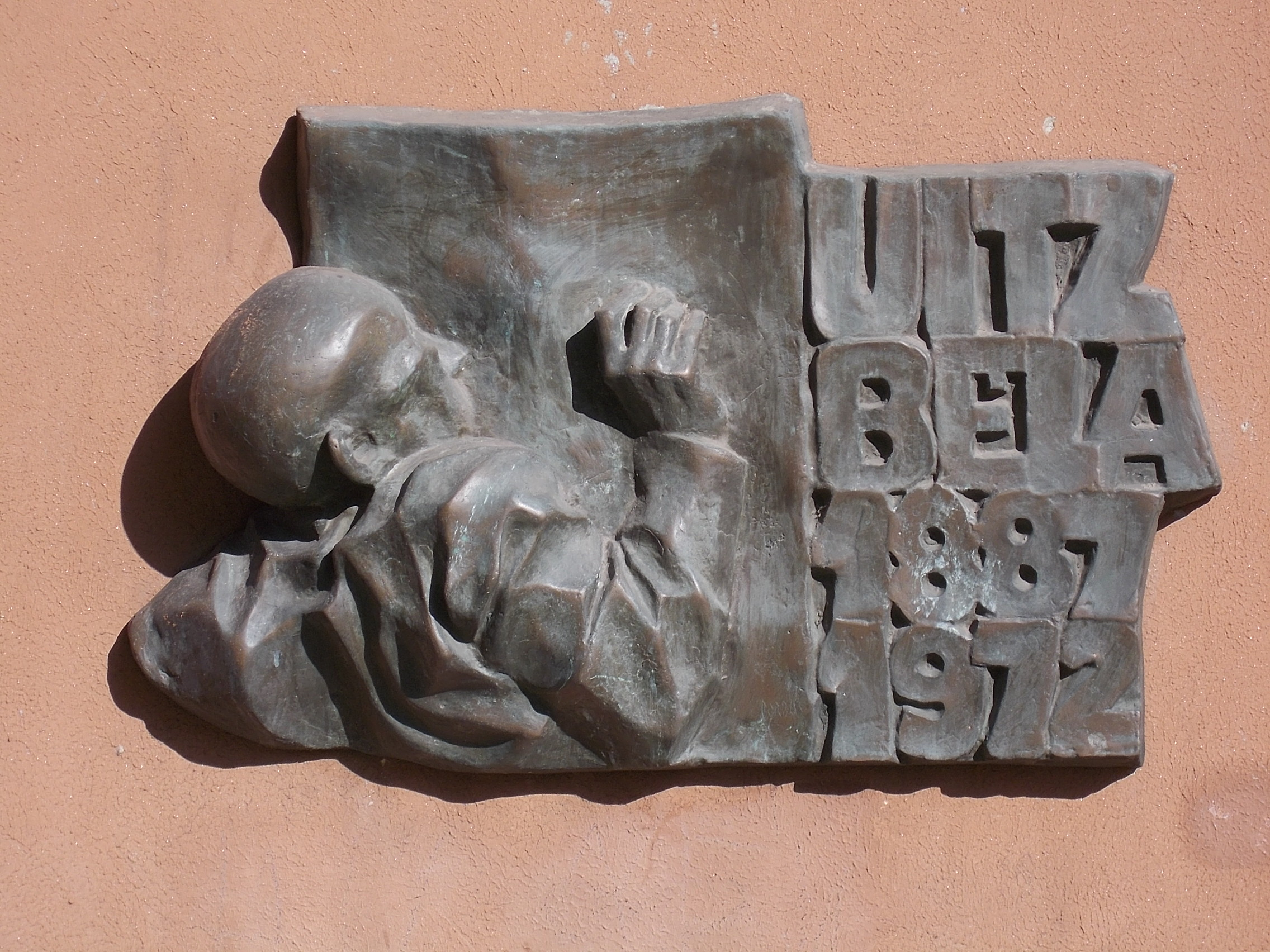
Бронзовый барельеф Белы Уица в г. Дунауйварош

Бела Уиц (венг. Uitz Béla; 8 марта 1887, Мехала, Австро-Венгрия (ныне Тимишоара, Румыния) — 26 января 1972, Будапешт) — венгерский график и живописец, политик коммунистического толка, переводчик.

## Биография
Из крестьян. Посещал Училище прикладного искусства (1907).
С 1908 по 1912 год обучался в Венгерской Высшей королевской школе рисования в Будапеште, в 1914 году впервые принял участие в столичной художественной выставке, где в Салоне молодых художников выставлялись его рисунки углём, высоко оцененные специалистами. В эти годы он работал преимущественно как график. Тематика его графических листов, исполненных обычно углём и построенных на контрасте темных бархатистых штрихов со свободными от рисунка белыми пятнами, лирична, но, вместе с тем, по своей трактовке глубоко драматична.
Наряду с картинами группы «Восемь» (Nyolcak) его работы в 1915 году также были отправлены на Панамско-Тихоокеанскую международную выставку, где он получил золотую медаль.
В дальнейшем драматизм и динамичность композиции его полотен растут, подчеркиваемые резкостью поз и движений, суровой выразительностью лиц.
В 1915 году вместе с Лайошем Кашшаком и Эмилем Ситтьей издавал венгерский авангардный журнал A Tett («Деяние»), который был запрещён военной цензурой в 1917 году за антимилитаристские идеи. Затем был соредактором журнала Лайоша Кашшака «МА» («Сегодня»). Принял участие в третьей групповой выставке в 1918 году.
Подобно большинству деятелей венгерского авангарда, придерживался левых убеждений, принимал участие в революционных событиях 1919 года.
После окончания Первой мировой войны в 1918 году был одним из ведущих художников Венгерской Советской Республики, членом её художественного управления и руководителем Пролетарской художественной мастерской, обращается к плакату и монументальному искусству. Известный плакат «Красноармейцы, вперед!» («Vörös katonák, elöre!»), пластически близок к фреске. После подавления Советской республики был на некоторое время арестован.
Освободившись, в 1920 году бежал в Вену. В 1921 году стал членом нелегальной Венгерской коммунистической партии, увлекался русским конструктивизмом в Берлине, принял участие в работе Третьего конгресса Коммунистического Интернационала в Москве. После своего возвращения в Вену порвал отношения с Лайошем Кашшаком и вместе с Аладаром Комьятом основал журнал Egység (Единство). Будучи в Париже, сблизился с А.Барбюсом и группой «Кларте»; создал там декорации к постановке «Матери» М.Горького.
Перевёл «Реалистический манифест» Наума Габо, теоретика искусства, одного из лидеров мирового художественного авангарда, в котором тот резко выступил против кубизма и футуризма, отстаивая идею «глубины» как единства пространства и времени, движения и массы, но отвергая линию, объём и цвет как чисто внешние, «живописные» элементы, а также программу конструктивистской группы А. Родченко и В. Степановой и «Мысли» Казимира Малевича.
Выпустил альбом из 23 абстрактных линогравюр. В 1923 году принял пролеткультовский стиль живописи. В 1924 году переехал в Париж, где нелегально агитировал за Французскую коммунистическую партию под псевдонимом В. У. Мартель. В 1926 году переехал в Советский Союз, где прожил там более сорока лет как художник советского пропагандистского искусства. Первоначально преподавал в мастерских Вхутемаса и Вхутеина.
В 1936 г. подвергся жесткой критике как "формалист" в статье В.Кеменова "Против формализма и натурализма в живописи" („Правда“, 1936) за цикл работ, посвященных луддитскому движению. 
С 1936 по 1938 год находился в Киргизии. Во время сталинских чисток 1938—1939 г. был временно арестован. После окончания Второй мировой войны снова занимался монументальной живописью. Незадолго до своей смерти вернулся в Венгрию в 1970 году, где власти открыли в его честь музей «Uitz Múzeum» в г. Печ.
Похоронен на кладбище Керепеши.